# 松山 (梁王)
松山（13世紀末—1309年），忽必烈曾孙，真金之孙，甘麻剌庶长子，元泰定帝兄长。波斯语史料《史集》作jūngšāī（波斯語：جونگشای）。
至元三十年（1293年），松山以皇曾孙出镇云南，赐以其父梁王印。元贞二年（1296年），命属下的怯薛讨伐降元江贼。大德五年（1301年）五月，云南土官宋隆济叛元，派行省平章政事幢兀儿、参知政事不兰奚讨伐，斩杀首领月撒。不久，有人作流言，并以符谶之说进献给松山。事发，此人伏诛。九年（1305年）三月，元成宗下诏松山不再参与云南行省事，仍赐钞千锭抚慰。松山抑郁不乐，渐成风疾。至大二年（1309年），封诸王老的罕为云南王。不久，松山卒。子王禅。

## 延伸阅读
[在维基数据编辑]
 《新元史/卷113》，出自柯劭忞《新元史》